# Кермит (Западна Вирџинија)
Кермит (енгл. Kermit) град је у америчкој савезној држави Западна Вирџинија.

## Демографија
По попису из 2010. године број становника је 406, што је 197 (94,3%) становника више него 2000. године.
| Група             | 2000.       | 2010.       |
| Белци             | 208 (99,5%) | 397 (97,8%) |
| Афроамериканци    | 0 (0,0%)    | 1 (0,2%)    |
| Азијати           | 0 (0,0%)    | 0 (0,0%)    |
| Хиспаноамериканци | 0 (0,0%)    | 5 (1,2%)    |
| Укупно            | 209         | 406         |